# Dorfchemnitz
Dorfchemnitz är en kommun och ort i Landkreis Mittelsachsen i förbundslandet Sachsen i Tyskland. Kommunen har cirka 1 500 invånare.
Kommunen ingår i förvaltningsområdet Sayda/Dorfchemnitz tillsammans med staden Sayda.